# Нелсън Мандела (стадион)
„Нелсон Мандела Бей“ в гр. Порт Елизабет, Република Южна Африка е сред новопостроените стадиони за Световното първенство по футбол.
Новоизграденият „Нелсон Мандела Бей“ се намира в непоредствена близост до езерото Норт Енд. Отличава се с уникални покривни конструкции, имитиращи корабни платна. Игралното поле е от естествена трева, за която ежедневно се полагат изключителни грижи. На този стадион се играе сблъсъкът за 3-то място в турнира, както и кръг от четвъртфиналните двубои. Общо 8 срещи се изиграват от Мондиала.
Строежът на съоръжението приключва година преди финалите на Мондиала. Преди изграждането на многофункционалния стадион футболните събития в околностите се провеждат на терена на ERPU, където по принцип се играе ръгби.

## Световно първенство по футбол 2010
Общо 8 срещи се изиграват на този стадион от Световното първенсто по футбол. 5 групови мача, 16-и кръг, сблъсъкът за 3-то място, както и кръг от четвъртфиналните двубои.
Мачовете, които са играли:
| Дата       | Време (UTC+2) | Отбор №1        | Резултат | Отбор №2        | Предварителна група | Посещаемост |
| ---------- | ------------- | --------------- | -------- | --------------- | ------------------- | ----------- |
| 12-06-2010 | 14:30         | Република Корея | 2 – 0    | Гърция          | група B             | 31 513      |
| 15-06-2010 | 17:00         | Кот д'Ивоар     | 0 – 0    | Португалия      | група C             | 37 034      |
| 18-06-2010 | 14:30         | Германия        | 0 – 1    | Сърбия          | група D             | 38 294      |
| 21-06-2010 | 17:00         | Чили            | 1 – 0    | Швейцария       | група H             | 34 872      |
| 23-06-2010 | 17:00         | Словения        | 0 – 1    | Англия          | група C             | 36 893      |
| 2010-06-26 | 17:00         | Уругвай         | 2 – 1    | Република Корея | Осминафинал         | 30 597      |
| 02-07-2010 | 17:00         | Нидерландия     | 2 – 1    | Бразилия        | Четвъртфинал        | 40 186      |
| 10-07-2010 | 21:30         | Уругвай         | 2 – 3    | Германия        | Мач за трето място  | 36 254      |